# Drei Geistesgifte

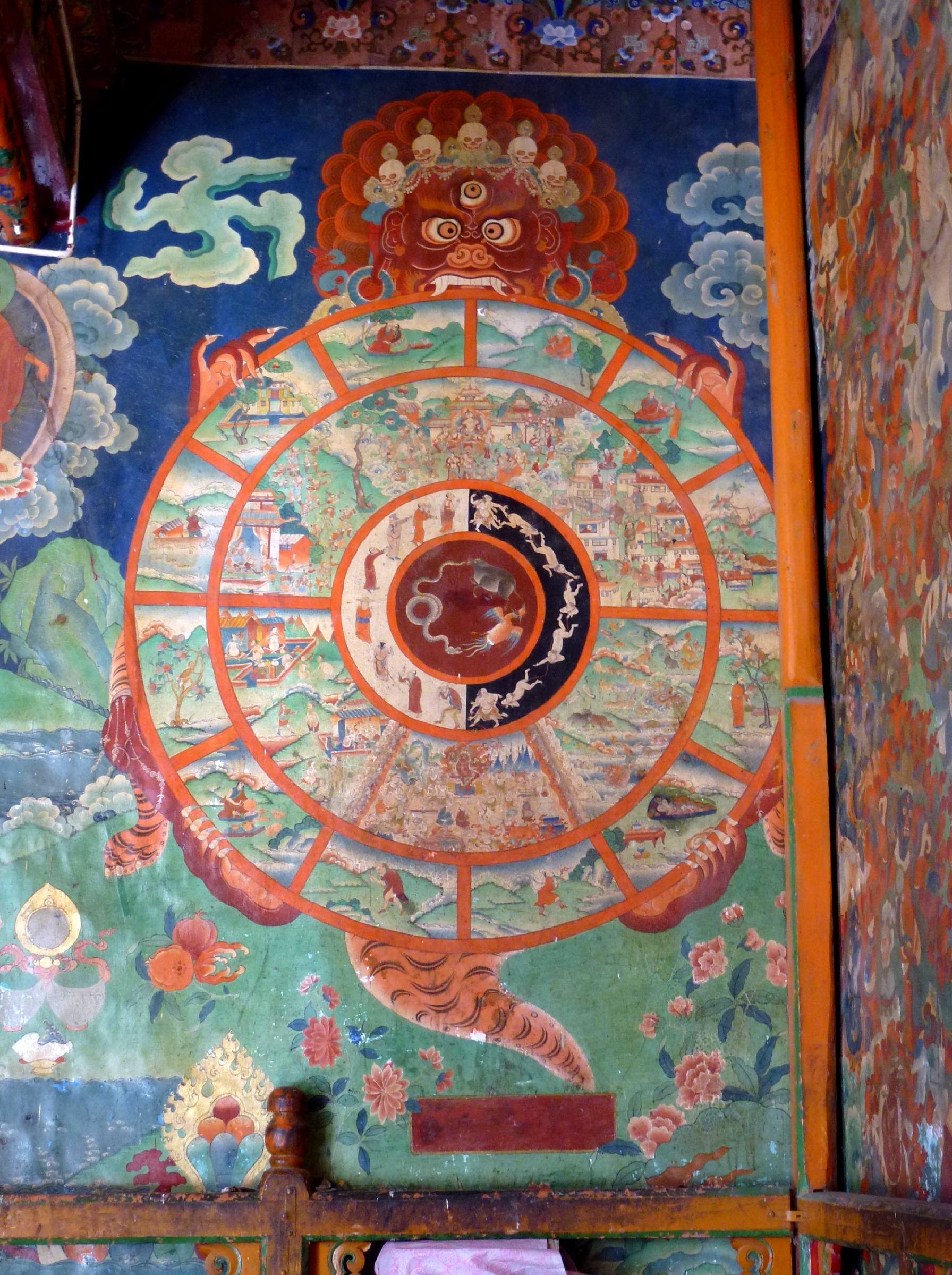
Tibetisches Lebensrad (Bhavacakra). Die drei Tiere im Zentrum symbolisieren die drei Geistesgifte

Drei Geistesgifte, Drei Geistesverschmutzungen oder Drei Wurzeln des Unheilsamen (Sanskrit/Pali मूल mūla, Tibetisch: དུག་གསུམ dug gsum) ist ein wichtiger Begriff der buddhistischen Ethik und fasst die drei schädlichen Eigenschaften Gier, Hass und Verblendung zusammen.
Der Begriff „Geistesverschmutzungen“ deutet auf die grundsätzliche Reinigungsfähigkeit bzw. ursprüngliche Andersartigkeit des Geistes hin.
1. Gier (pali lobha, tib. ’dod chags), auch als Sucht oder Begierde übersetzt, ist das Haben- und Besitzenwollen, das Bestreben, auf jeden Fall und um jeden Preis zu existieren.  Mit Gier verwandt sind die Leidenschaften heftiges Begehren (raga) und „Durst“ nach Werden (tanha). Heilsam (kosala) wirken Großzügigkeit und Mildtätigkeit (Dāna).
2. Hass (pali dosa, skt. dvesa), auch als Zorn oder Aggression übersetzt, ist die Selbstbehauptung eines illusionären Selbst den Mitwesen gegenüber. Heilsam wirkt Güte (metta).
3. Verblendung (moha), Unwissenheit (skt. avidya) und Nicht-Wissen sind weitestgehend deckungsgleiche Begriffe. Die Unwissenheit ist ein Zustand, der als Grundursache für alles erfahrene Leid angesehen wird. Die beiden anderen Geistesgifte folgen der grundlegenden Unwissenheit. Nicht-Wissen ist die Grundlage allen karmisch-kausalen Handelns. Es bedeutet, die Wahrheit(en) über die Natur des Geistes nicht zu kennen. Ist die Verblendung/Unwissenheit/das Nicht-Wissen gereinigt, erscheint der heilsame Aspekt im Geist: Weisheit (pañña).

In der buddhistischen und hinduistischen Literatur werden auch noch andere Geistesverschmutzungen (p. kilesa, skr. kleśa) genannt und in Listen unterschiedlicher Länge und Zusammenstellung kombiniert (siehe Klesha).
Das Gegenstück zu den drei Wurzeln unheilsamer Handlungen sind die drei Wurzeln heilsamer (kusala) Handlungen: Gierlosigkeit (alobha), Hasslosigkeit (adosa), Unverblendetheit (amoha).
Bezogen auf die Geisteshaltung bedeuten die 3 Geistesgifte:
- Gier – anhaftende Geisteshaltung
- Hass/Aggression – ablehnende Geisteshaltung
- Unwissenheit – gleichgültige Geisteshaltung

## Symbolik
Im tibetischen Lebensrad werden die Drei Geistesgifte als zentrale Triebkraft des Samsara im Zentrum des Gemäldes in Tierform dargestellt: Ein Hahn (Gier), eine Schlange (Hass, Aggression) und ein Schwein (Verblendung, Unwissenheit, Nicht-Wissen). Das Schwein hält in einigen Darstellungen die Schlange und den Hahn mit seinem Maul fest und gilt somit als die Ursache. Auf dem hier gezeigten Gemälde bilden Schwein, Schlange und Hahn einen ineinander verbissenen Kreis.